# Nikolái Aliojin (esgrimidor)
Nikolái Alexándrovich Aliojin —en ruso: Николай Александрович Алёхин; en bielorruso: Мікалай Аляксандравіч Алёхін— (Minsk, 26 de octubre de 1954-8 de julio de 2023) fue un deportista soviético que compitió en esgrima, especialista en la modalidad de sable. Participó en los Juegos Olímpicos de Moscú 1980 representando a la Unión Soviética, obteniendo la medalla de oro en la prueba por equipos.
Nacido en Minsk, República Socialista Soviética de Bielorrusia, comenzó a practicar esgrima cuando era joven y ganó competiciones locales. Queriendo convertirse en campeón olímpico y mundial, entrenó casi a diario y finalmente fue aceptado en el Palacio de Deportes de Minsk, donde entrenó con el entrenador nacional. En 1975 ganó la medalla de bronce en la Espartaquiada de los Pueblos de la URSS y en 1978 fue seleccionado para el equipo nacional de la Unión Soviética. Posteriormente fue miembro del equipo soviético que ganó el oro en el Campeonato Mundial de Esgrima de 1979.
Aliojin fue miembro del equipo soviético que ganó la medalla de oro en los Juegos Olímpicos de Moscú 1980 y ayudó al equipo soviético a obtener una medalla de plata en el Campeonato Mundial de Esgrima de 1981. Ocupó el segundo puesto mundial entre los esgrimistas de sable en la Copa del Mundo de Esgrima de 1982, antes de retirarse posteriormente. Después de su carrera, trabajó como entrenador de la selección nacional.

## Primeros años de vida
Nació el 26 de octubre de 1954 en Minsk, República Socialista Soviética de Bielorrusia. Creció en la ciudad militar de Masyukovshchina y fue amigo del futuro campeón olímpico Alexandr Romankov. Sovetsky Sport describió Masyukovshchina como «una pequeña ciudad donde el único entretenimiento era un mercado matutino y un club de espectáculos amateur para toda la ciudad». Aliojin y su amigo Romankov decidieron probar suerte en el club de esgrima de la ciudad, el único club deportivo de la ciudad, y luego explicaron: «Vinimos porque no había nada más que hacer». Él y su amigo inicialmente practicaron esgrima con la espada ropera, pero su entrenador, Ernest Asievsky, luego decidió cambiarlos al sable.

## Carrera
Aliojin demostró rápidamente su talento en el sable, obteniendo el segundo puesto en la Espartaquiada Republicana para escolares, la primera competición en la que participó. A esto le siguió una serie de victorias en otras competiciones locales. De niño, el seleccionador nacional Alexander Fel le preguntó: «¿Qué quieres ser?», y Aliojin lo declaró «¡Campeón mundial y olímpico!». A pesar del éxito local de Aliojin, Fel no lo consideró lo suficientemente talentoso; según Sovetsky Sport, Fel «le dio una bofetada en la frente» y le dijo: «No tienes talento».
Aliojin se mantuvo decidido en su carrera de esgrima y entrenó casi a diario en el gimnasio hasta que «los trabajadores apagaban las luce» cada día. Esto sucedió a pesar de que sus padres inicialmente no apoyaron su carrera. Observó los entrenamientos en el Palacio de Deportes de Minsk, donde Fel era el entrenador, y finalmente impresionó a Fel lo suficiente como para que tomara a Aliojin como su alumno. En el Palacio de Deportes aprendió y observó a muchos campeones de esgrima, incluido el campeón olímpico Víktor Sidiak.
Aliojin se convirtió en candidato para el equipo nacional de esgrima de la Unión Soviética en 1974 al ser uno de los 24 mejores finalistas del campeonato nacional. Al año siguiente, compitió en la Espartaquiada de los Pueblos de la URSS y ganó la medalla de bronce en la prueba de sable. Sirvió en las Fuerzas Armadas de Bielorrusia y se graduó en el Instituto Estatal de Cultura Física de Bielorrusia en 1978. Fue seleccionado para el equipo nacional por primera vez en 1978, y en 1979 fue medallista de plata en la prueba por equipos en la Espartaquiada de Verano de los Pueblos de la URSS de 1979. Después de su medalla en la Espartaquiada, fue seleccionado para el Campeonato Mundial de Esgrima de 1979 en Australia, donde compitió en las pruebas individuales y por equipos. Perdió la oportunidad de convertirse en medallista de bronce en el evento individual por un punto. En la prueba por equipos, ayudó a los soviéticos a ganar la medalla de oro. También ganó una medalla de oro en la prueba por equipos en la Universiada de Verano 1979.
En 1980, Aliojin fue seleccionado para representar a la Unión Soviética en esgrima con sable por equipos en los Juegos Olímpicos de Moscú 1980. Parte de un equipo formado por Víktor Sidiak, Vladímir Nazlymov, Víktor Krovopúskov y Mijaíl Búrtsev, participó en la ronda preliminar, perdiendo ante Rumania por un marcador de 9-7. Posteriormente, el equipo derrotó a Cuba, Hungría e Italia en la final para convertirse en campeón olímpico. Fue uno de los dos bielorrusos en el equipo soviético que ganó la medalla de oro.
El mismo año de su medalla de oro olímpica, Aliojin ganó el tercer lugar en el torneo de Checoslovaquia de 1980 en la prueba individual y ganó el oro en la prueba por equipos en los campeonatos de la URSS. Compitió en el Campeonato Mundial de Esgrima de 1981 en Clermont-Ferrand, donde fue medalla de plata con el equipo soviético. También quedó en cuarto lugar en la prueba individual en el campeonato de 1981. En 1982 ganó el campeonato de la URSS en la prueba por equipos. Ese año también ganó la Copa de Hungría y al final de la temporada ocupó el segundo lugar en el ranking mundial de la Copa del Mundo de Esgrima. Posteriormente se retiró de la esgrima. Por su trayectoria recibió el título de Maestro Honorario de Deportes de la URSS y fue condecorado con la Medalla de la Distinción Laboral.

## Últimos años
Después de su carrera, Aliojin trabajó como entrenador y fue presidente del club de esgrima Golden Blade en Bielorrusia. También fue entrenador de la selección nacional de Bielorrusia. Años después, confesó que le habían robado la medalla olímpica y lamentó la falta de interés en su carrera, diciendo: «Solo me recuerdan cuando hay algún evento en el que necesitan mostrar campeones. Llevo mucho tiempo retirado, pero aún tengo fuerza, conocimiento y experiencia; es una pena que no haya nadie a quien transmitirlos». Murió el 8 de julio de 2023 a la edad de 68 años. Víktor Lukashenko, presidente del Comité Olímpico Nacional de la República de Bielorrusia, calificó la muerte de Alyokhin como una «pérdida amarga para la esgrima nacional».

## Palmarés internacional
| Juegos Olímpicos   | Juegos Olímpicos           | Juegos Olímpicos | Juegos Olímpicos  |
| Año                | Lugar                      | Medalla          | Prueba            |
| ------------------ | -------------------------- | ---------------- | ----------------- |
| 1980               | Moscú (URSS)               | Medalla de oro   | Sable por equipos |
| Campeonato Mundial |                            |                  |                   |
| Año                | Lugar                      | Medalla          | Prueba            |
| 1979               | Melbourne (Australia)      | Medalla de oro   | Sable por equipos |
| 1981               | Clermont-Ferrand (Francia) | Medalla de plata | Sable por equipos |